# Kristoffer Sandtrøen
Kristoffer Sandtrøen (23 ottobre 1988) è un giocatore di calcio a 5 e calciatore norvegese, difensore del Tynset.

## Carriera

### Club
Sandtrøen cominciò la carriera con la maglia del Tynset, prima di trasferirsi al KFUM Oslo. Nel 2010, fece ritorno al Tynset.

### Nazionale
Gioca per la Nazionale di calcio a 5 della Norvegia.